# Johan August Gripenstedt
Johan August Gripenstedt est un homme politique suédois né le 11 août 1813 et mort le 13 juillet 1874.

## Jeunesse et carrière militaire
Johan August Gripenstedt est le fils de Jakob Gripenstedt, officier suédois à la retraite, et de son épouse Helena Kristina, fille d'un médecin allemand. Il naît dans le duché de Holstein et arrive en Suède avec sa famille à l'âge de quatre ans. Il grandit dans le domaine de Gräfsnäs, dans le Västergötland, puis dans le domaine voisin de Holmängen.
Gripenstedt s'inscrit à l'université d'Uppsala en 1827, mais il change de voie très rapidement et entre dès 1828 à l'Académie militaire de Karlberg, à Stockholm. Il y étudie pendant trois ans et en sort sous-lieutenant dans le régiment d'artillerie Göta, stationné à Göteborg. Il est promu lieutenant en 1837, puis officier d'état-major en 1841. Il est libéré en 1846 à sa demande pour se consacrer à sa carrière politique.

## Carrière politique
Gripenstedt fait ses débuts en politique lors du Riksdag de 1840-1841, en tant que député de la noblesse. Son mariage en 1842 avec Eva Anckarswärd le rapproche de la faction des « propriétaires terriens libéraux », menée par Carl Henrik Anckarswärd et opposée aux conservateurs.
En 1848, Gripenstedt devient ministre sans portefeuille au sein du cabinet du roi Oscar Ier, qui cherche à rajeunir son gouvernement. Il est nommé ministre des Finances en 1856 et met en œuvre une politique de libre-échange inspirée des idées libérales d'Alexis de Tocqueville ou Frédéric Bastiat. Les droits de douane sont ainsi réduits ou abolis, et le pays conclut des traités commerciaux avec la France, le Zollverein et la Prusse.
Gripenstedt démissionne en 1866 et retrouve un poste de député au Riksdag de 1867 à 1873. Il meurt en 1874, à l'âge de soixante ans, et est inhumé dans le cimetière de Bälinge, dans le Södermanland. Son fils Carl (1853-1935) s'illustre également en politique.